# فانی ۸۲۱
سیارک ۸۲۱ (به انگلیسی: 821 Fanny، نامگذاری:1916ZC) هشتصد و بیست و یکمین سیارک کشف شده‌است که در ۳۱ مارس ۱۹۱۶ و در هایدلبرگ کشف شد.
قدر مطلق سیارک برابر ۱۱٫۸۴ است.